# Виборчий округ 198
Виборчий округ 198 — виборчий округ в Черкаській області. В сучасному вигляді був утворений 28 квітня 2012 постановою ЦВК №82 (до цього моменту існувала інша система виборчих округів). Окружна виборча комісія цього округу розташовується в будівлі Смілянської міської ради за адресою м. Сміла, вул. Незалежності, 37.
До складу округу входять місто Сміла, а також Кам'янський, Смілянський райони, частина Черкаського району (територія на південь від міста Черкаси). Виборчий округ 198 межує з округом 101 на південному заході, з округом 196 на заході, з округом 197 і округом 194 на півночі, з округом 195 на сході та з округом 102 на південному сході. Виборчий округ №198 складається з виборчих дільниць під номерами 710230-710262, 710510-710532, 710534-710547, 710690, 710692-710695, 710698-710699, 710702-710705, 710707-710708, 710714-710715, 710720-710721, 710726-710734, 710737, 710902-710937 та 710939.

## Народні депутати від округу
| Ім'я                          | Фото | Партія         | Скликання | Дата набуття повноважень | Дата припинення повноважень |
| ----------------------------- | ---- | -------------- | --------- | ------------------------ | --------------------------- |
| Тимошенко Віктор Анатолійович |      | самовисуванець | 7-ме      | 12 грудня 2012           | 27 листопада 2014           |
| Рудик Сергій Ярославович      |      | самовисуванець | 8-ме      | 2 грудня 2014            | 29 серпня 2019              |
| Рудик Сергій Ярославович      |      | самовисуванець | 9-те      | 12 листопада 2019        |                             |

## Результати виборів

### Парламентські

#### 2019
На відміну від всіх інших депутатів-мажоритарників, які склали присягу 29 серпня 2019, в перший день роботи Верховної Ради 9-го скликання, Сергій рудик склав присягу лише 12 листопада, оскільки за день до першого засідання ВР 9-го скликання, 28 серпня Шостий апеляційний адміністративний суд скасував реєстрацію Сергія Рудика депутатом та скасував протокол про підрахунок голосів на 198 виборчому окрузі. Після судової тяганини, через два місяці після початку роботи нового скликання Верховної Ради, ЦВК 5 листопада нарешті остаточно визнала Сергія Рудика обраним депутатом. Сам Рудик назвав цю історію "спробою рейдерського захоплення результатів виборів".

Кандидати-мажоритарники:
- Рудик Сергій Ярославович (самовисування)
- Д'яченко Наталія Олександрівна (Слуга народу)
- Решетняк Вадим Володимирович (самовисування)
- Супрун Людмила Павлівна (самовисування)
- Кармазін Юрій Анатолійович (самовисування)
- Воронов Сергій Павлович (Свобода)
- Коваленко Валентина Михайлівна (Народний рух України)
- Саража Євген Володимирович (самовисування)
- Пилюхно Олександр Іванович (самовисування)
- Грошев Володимир Володимирович (самовисування)
- Зайцев Сергій Анатолійович (Опозиційна платформа — За життя)
- Лукашук Артем Борисович (Європейська Солідарність)
- Сташук Микола Дмитрович (Сила і честь)
- Омаргалієв Костянтин Сапартаєвич (самовисування)
- Архип'юк Ярослав Віталійович (Опозиційний блок)
- Карась Павло Миколайович (Всеукраїнське об'єднання «Черкащани»)
- Осьмачко Микола Степанович (самовисування)
- Бутенко Олександр Анатолійович (самовисування)
- Нестеренко Ігор Іванович (самовисування)
- Бобровицький Анатолій Всеволодович (самовисування)
- Тюхтій Микола Петрович (самовисування)

#### 2014
Кандидати-мажоритарники:
- Рудик Сергій Ярославович (самовисування)
- Тимошенко Віктор Анатолійович (самовисування)
- Решетняк Вадим Володимирович (самовисування)
- Кувіта Юрій Васильович (Блок Петра Порошенка)
- Грошев Володимир Володимирович (самовисування)
- Волинець Руслан Миколайович (Радикальна партія)
- Ткалич Валентин Васильович (Народний фронт)
- Саража Євген Володимирович (самовисування)
- Старікова Наталія Володимирівна (самовисування)
- Чубін Дмитро Дмитрович (Сильна Україна)
- Чекаленко Ігор Миколайович (Нова політика)
- Милованов Євген Володимирович (Батьківщина)
- Сидоренко Лідія Михайлівна (самовисування)
- Руссу Юрій Карибулович (Опозиційний блок)

#### 2012
Кандидати-мажоритарники:
- Тимошенко Віктор Анатолійович (самовисування)
- Рудик Сергій Ярославович (Свобода)
- Решетняк Вадим Володимирович (самовисування)
- Семинога Анатолій Іванович (самовисування)
- Давиденко Олексій Григорович (самовисування)
- Колесник Андрій Валерійович (УДАР)
- Нікітченко Ольга Петрівна (Комуністична партія України)
- Василина Роман Петрович (самовисування)
- Запорожець Володимир Олексійович (Соціалістична партія України)
- Таран Сергій Миколайович (Собор)
- Савченко Ігор Васильович (Партія регіонів)
- Чекаленко Ігор Миколайович (Нова політика)
- Харламов Олександр Володимирович (самовисування)
- Палютін Пилип Юрійович (Україна — Вперед!)
- Макуха Роман Васильович (самовисування)
- Курудз Богдан Михайлович (самовисування)
- Цоньо Віктор Михайлович (самовисування)
- Чегровой Максим Павлович (самовисування)
- Логін Петро Зіновійович (самовисування)

## Явка
Явка виборців на окрузі: